# Wendelinuskapelle (Mönchberg)
| Wendelinuskapelle Mönchberg                                  | Wendelinuskapelle Mönchberg | Wendelinuskapelle Mönchberg |
| ------------------------------------------------------------ | --------------------------- | --------------------------- |
| Die St.-Wendelinus-Kapelle an der Straße nach Schmachtenberg |                             |                             |
|                                                              | Hauptbau                    | Vorbau                      |
| Länge                                                        | 13,40 Meter                 | 3,30 Meter                  |
| Breite                                                       | 9,50 Meter                  | 5,80 Meter                  |
| Höhe                                                         | 7,00 Meter                  |                             |
| Höhe Turm                                                    | 8 Meter                     |                             |
| Wetterfahne                                                  | 1 Meter                     |                             |
| Pfosten Vordach                                              | 3,30 Meter                  |                             |
| Anzahl Glocken                                               | 1                           |                             |

Die Wendelinuskapelle ist eine barocke Kapelle im Markt Mönchberg im unterfränkischen Landkreis Miltenberg in Bayern. Sie ist dem Heiligen Wendelin geweiht.

## Hintergrund
Die Bauern von Mönchberg verehrten seit dem 15. Jahrhundert nachweisbar den Heiligen Wendelin. Dieser ist auch der zweite Schutzpatron der Kirche St. Johannes der Täufer. Deswegen wurde der Wendelinustag der höchste Feiertag des Jahres im Ortsgeschehen. An diesem Tag nahmen auch auswärtige Priester die Beichte ab, und mehrere Geistliche zelebrierten den Gottesdienst.

## Geschichte
Zuerst befand sich an der heutigen Stelle der Kapelle ein Bildstock an der Straße nach Schmachtenberg, wo sich die Wege nach Schmachtenberg, Röllbach, Eschau, Mechenhard und Erlenbach kreuzen. Die erste kleine Wendelinus-Kapelle existierte bereits 1401. Die Einnahmen aus dem Opferstock belegen deren Existenz. 1676 wurde diese erste Kapelle, da sie schadhaft war, durch einen größeren Folgebau ersetzt. Dieser wurde 1702 mit einem Dachreiter mit Glocke versehen. In den Opferstock spendeten die Bauern zunächst Getreide. Später wurde Geld gespendet, was zu wiederholtem Diebstahl führte. Im Innenraum befanden sich ein Altar und geschnitzte Holzfiguren. 1744 wurde schließlich von dem Baumeister Johann Martin Schmitt aus Miltenberg der zweite Kapellenbau durch eine Nebenkirche ersetzt, die heute noch existierende Wendelinuskapelle. Da man mit seinen Leistungen beim Bau der Kapelle sehr zufrieden war, wurde er 1748 auch mit dem Bau der neuen Mönchberger Kirche beauftragt. Zahlreiche Besucher und Wallfahrer kamen jetzt zu der Kapelle. An Wallfahrtstagen wurden zusätzliche Beichtstühle im Freien aufgestellt. Der Brauch der Wallfahrt wurde bis 1931 von den Hobbachern fortgesetzt. Der Altar der 1748 abgebrochenen alten Mönchberger Kirche steht heute in der Wendelinuskapelle. Die Sakristei wurde später angebaut. Bis 1814 gehörte die Kapelle zum Bistum Mainz.

## Ausstattung
Im Giebel über der Eingangstür befindet sich ein Relief aus Stein, das den Heiligen Wendelin darstellt. Der Altar aus der 1748 abgerissenen alten Mönchberger Kirche ist ein dreiteiliger Drehaltar, der mit den Reliquien der S. Clara Armati et Faustinae matyr. konsekriert wurde. Die Statue des Heiligen Wendelin steht in der Mitte des Hochaltars zwischen zwei gedrehten Säulen. Auf Konsolen stehen die geschnitzten Figuren aus Lindenholz des Hl. Petrus und des Hl. Paulus. Auf einem Aufsatz steht St. Johannes der Evangelist zwischen zwei Figuren von Engeln. Im Antependium befindet sich das Ölgemälde St. Maria im Rosenkranz, das nach einem Original von Lukas Cranach in der Jakobskirche in Innsbruck entstanden ist. Die Decke ist mit Motiven der Wendelinusverehrung des Kunstmalers J. Gotthold Rettinger aus Aschaffenburg ausgemalt. Über dem Altar findet sich das Lamm Gottes und eine Darstellung des Heiligen Wendelin vor dem Heiligen Kreuz. Unter der Empore ist er mit Schafen zu sehen. Die barocke Kanzel von 1751 stammt von Franz Eichhorn aus Klingenberg. Auf dem Schalldeckel befindet sich eine Christus-Figur mit einem Lamm auf der Schulter. Bis 1954 befanden sich an den Wänden die Kreuzwegstationen aus der ersten Mönchberger Kirche. 1972 wurden die Originale der Figuren des Heiligen Wendelin auf dem Hochaltar und zwei Figuren des Heiligen Sebastian und des Heiligen Rochus gestohlen. 1986 wurden diese Figuren von dem Holzschnitzer Vinzent-Demetz aus dem Grödner Tal in Tirol neu geschnitzt.